# NGC 2108
NGC 2108 là một cụm sao cầu nằm trong chòm sao Kiếm Ngư. NGC 2108 được phát hiện vào năm 1835 bởi John Herschel.